# Дом културе Прњавор
Дом културе Прњавор (скраћено ДКП) је најмлађа установа културе на подручју општине Шабац и непокретно културно добро од великог значаја за Прњавор. Налази се у улици Карађорђева 2, у Прњавору.

## Историјат

### 1922—2001.
Први писани трагови о култури у Прњавору датирају из 1922. године, када је сеоски учитељ Александар Дачић основао дилетантску културно–просветну групу. После Другог светског рата, изграђен је задружни дом у Прњавору од 1952. до 1956. Оснивањем Народног радничког универзитета 1963. основано је и Културно просветно друштво кога су чиниле драмска и фолклорна секција, као и певачка група. Године 1973. се универзитет гаси, оснива се Дом културе Прњавор чији је управник био Момчило Дујмовић све до 1984, а Петар Лукић уметнички руководилац ансамбла. Тадашњи Дом културе припадао је заједници Домова културе Шабац и радио је као званична установа општине Шабац.
Од 1984. до 1992. године, установа није била регистрована и радили су као КУД. Зоран Катић је био управник Дома културе Прњавор, а уметнички руководилац КУД-а Миливој Мика Катић. У периоду од 1989. до 1990. рађена је реконструкција позоришне сцене, па се рад ансамбла пребацио у Дом културе у Рибарима, на одређени период. Од 1992. рад са културно уметничким друштвом преузима Зоран Калабић, и то рад са првим извођачким ансамблом, а од септембра 1993. почиње рад са школом фолклора.

### 2001—данас
Дом културе Прњавор основан је Одлуком о оснивању Дома културе „Прњавор” Скупштине Општине Шабац, број 020-29/2001-01, 30. марта 2001. године. Уписан је у регистар Привредног суда у Ваљеву у регистарски уложак број 5-136-00. Укупна површина је 720m².
У поседу Дома културе су велика сала са позоришном сценом – 290 места за седење, хол – уређен као галеријски простор, кино – пројекциона кабина, балкон ложа, четири канцеларије, депо за смештање костима, сценографије и уметничких слика и две свлачионице за учеснике програма. Одржали су неколико стотина концерата широм Србије, мношво представа, ликовних колонија и књижевних вечери. Учествовали су на разним домаћим и иностраним фестивалима и такмичењима. 
Реконструкција позоришне сцене/бине урађена је 1989. године. Реконструкција и адаптација зграде Дома културе урађена је у периоду од октобра 2006. до маја 2007, што представља прво и једино улагање у сам објекат од изградње. Реновирана је велика сала димензија 25x12m², постављен нов кров, уређен комплетан ентеријер велике сале: постављене зидне облоге, пресвучено 290 столица, комплетно урађен нов под сале, урађено 1/3 фасаде зграде, урађено нових 240m² (улазни хол, канцеларијски простор, тоалети), опремљена кино–пројекциона кабина, урађено комплетно централно грејање зграде, опремљене просторије за фундус костима и уметничких слика, урађена и прикључена нова водоводна мрежа, комплетно реконструисана електрична мрежа, обогаћен и проширен фундус костима за фолклорни ансамбл и аматерско позориште.
Рад Дома културе Прњавор одвија се кроз фолклорни ансамбл, аматерско позориште „Прњавор”, ликовну колонију „Дрина”, књижевне вечери и биоскоп.